# Hail to the King
Hail to the King – szósty album studyjny amerykańskiego zespołu heavymetalowego Avenged Sevenfold. Wydawnictwo ukazało się 26 sierpnia. 15 sierpnia ukazał się singel promujący wydawnictwo, był nim tytułowy utwór albumu – Hail To The King, a dzień później ukazał się oficjalny teledysk do tego utworu.

## Lista utworów
Opracowano na podstawie materiału źródłowego:
1. "Shepherd of Fire" – 5:23
2. "Hail to the King" – 5:04
3. "Doing Time" – 3:27
4. "This Means War" – 6:09
5. "Requiem" – 4:23
6. "Crimson Day" – 4:57
7. "Heretic" – 4:55
8. "Coming Home" – 6:26
9. "Planets" – 5:56
10. "Acid Rain" – 6:40
11. "St. James" (Bonus Track) – 5:01

## Twórcy
Avenged Sevenfold
- M. Shadows — wokal prowadzący
- Synyster Gates — gitara prowadząca, wokal wspierający
- Zacky Vengeance — gitara rytmiczna, wokal wspierający
- Johnny Christ — gitara basowa, wokal wspierający
- Arin Ilejay – perkusja